# P.A. Semi
PA Semi  (originalmente "Palo Alto Semiconductor") fue una compañía de semiconductores fundada en Santa Clara, California en 2003 por Daniel W. Dobberpuhl (1967 Universidad de Illinois, Urbana-Champaign quién fue el diseñador principal de la DEC Alpha 21064 y procesadores StrongARM. La empresa contrató a un equipo de ingenieros de 150 personas que incluía a personas que habían trabajado anteriormente con procesadores como Itanium, Opteron y UltraSPARC. Apple Inc adquirió PA Semi por $ 278 millones en abril de 2008.

## Historia
PA Semi se dedicó a hacer poderosos procesadores con consumo eficiente de energía llamados PWRficient, basados en el núcleo del procesador PA6T.  El PA6T fue el primer procesador en ser diseñado desde el principio fuera de la alianza AIM (es decir, no por Apple, IBM o Motorola / Freescale) en diez años. Texas Instruments fue uno de los inversores de PA Semi y se sugiere que sus plantas de fabricación se utilizarán para la fabricación de los procesadores de PWRficient.
Los procesadores PWRficient ya se estaban distribuyendo para clientes selectivos y se fijó su lanzamiento para ser lanzado a la venta en todo el mundo en Q4 2007.
Había rumores de que PA Semi había tenido una relación con Apple, además se sugiere que Apple podría ser el usuario estreno de los procesadores de PWRficient. Esa relación terminó cuando supuestamente Apple pasó de Power Architecture a los procesadores Intel para toda su línea de computadoras.

## Adquisición por parte de Apple
El 23 de abril de 2008, Apple anunció que había adquirido PA Semi. Si bien la relación anterior de Apple con PA Semi (véase más arriba) parece indicar que Apple podría utilizar sus procesadores, PA Semi sólo fabrica procesadores Power Architecture, que Apple no utiliza actualmente. En la actualidad, Apple sólo utiliza procesadores x86 y ARM.
El 11 de junio de 2008, durante la conferencia anual de desarrolladores Worldwide, el presidente de Apple, Steve Jobs, dijo que la adquisición era para añadir el talento de los ingenieros de PA Semi para trabajar con y ayudarles a construir chips especiales para iPod, iPhone y otros dispositivos. La tecnología de chips PA Semi es también utilizado por el iPad. PA Semi ha dicho que están dispuestos a entregar su chip PWRficient PA6T-1682M en últimas, si la licencia la arquitectura Power que PA Semi tiene de IBM pueden ser transferidos a la empresa compradora.